# Chiridius longispinus
Chiridius longispinus är en kräftdjursart som beskrevs av Tanaka 1957. Chiridius longispinus ingår i släktet Chiridius och familjen Aetideidae. Inga underarter finns listade i Catalogue of Life.